# Дінмухаметов Галей Афзалетдінович
Галей Афзалетдінович Дінмухаметов (нар. 1892, село Ново-Ібрайкіно Казанської губернії, тепер Аксубаєвського району, Татарстан, Російська Федерація — 20 серпня 1951, місто Казань, тепер Татарстан, Російська Федерація) — радянський діяч, голова Президії Верховної Ради Татарської АРСР. Депутат Верховної Ради Російської РФСР 1—3-го скликань, заступник голови Президії Верховної Ради РРФСР. Депутат Верховної Ради СРСР 1—3-го скликань (1937—1951).

## Біографія
Народився в бідній селянській родині. З юнацьких років працював чорноробом і шахтарем на Уралі та в Сибіру.
У 1916—1918 роках — у російській армії, учасник Першої світової війни.
У 1918—1920 роках — у Червоній армії.
Член РКП(б) з січня 1920 року.
У 1920—1923 роках — на партійній роботі в місті Іркутську (Якутську?).
У 1923—1925 роках — секретар Татарської секції, завідувач підвідділу національних меншин Томського губернського комітету РКП(б), голова Ради просвіти національних меншин при Томському губернському відділі народної освіти.
У 1926—1930 роках — відповідальний секретар Центрального бюро татаро-башкирских секцій при агітаційно-пропагандистському відділі ЦК ВКП(б).
У 1929—1931 роках — слухач Курсів марксизму-ленінізму при ЦК ВКП(б).
У 1931—1932 роках — заступник завідувача агітаційно-масового відділу Башкирського обласного комітету ВКП(б).
У 1932—1934 роках — член партійної колегії Башкирського обласного комітету ВКП(б), голова Башкирської обласної контрольної комісії ВКП(б), народний комісар робітничо-селянської інспекції Башкирської АРСР.
У травні 1935 — серпні 1936 року — член партійної колегії Омського обласного комітету ВКП(б).
У вересні 1936 — вересні 1937 року — член партійної колегії Татарського обласного комітету ВКП(б).
У вересні 1937 — 26 липня 1938 року — в.о. голови Центрального виконавчого комітету Татарської АРСР.
У липні 1938 — 20 серпня 1951 року — голова Президії Верховної Ради Татарської АРСР.
Помер після важкої хвороби.

## Нагороди
- три ордени Леніна (23.06.1940,)
- медаль «За доблесну працю у Великій Вітчизняній війні 1941—1945 рр.»